# Comuna Șăulia, Mureș
Șăulia (în maghiară: Mezősályi) este o comună în județul Mureș, Transilvania, România, formată din satele Leorința-Șăulia, Măcicășești, Pădurea și Șăulia (reședința).

## Istoric
Pe teritoriul comunei, în vatra satului Șăulia, s-a descoperit o așezare neolitică tip locuire civilă de cultură Iclod în curtea familiei Anica Șoiom atribuindu-i-se codul RAN 119769.01.

## Demografie
Componența etnică a comunei Șăulia
     Români (80,02%)
     Maghiari (1,38%)
     Romi (16,3%)
     Necunoscută (2,18%)
     Altă etnie (0,09%)
Componența confesională a comunei Șăulia
     Ortodocși (79,83%)
     Penticostali (3,71%)
     Greco-catolici (5,45%)
     Martori ai lui Iehova (5,25%)
     Necunoscută (2,92%)
     Altă religie (2,82%)
La recensământul din 1930 au fost înregistrați 2.143 locuitori, dintre care 1.964 greco-catolici, 105 ortodocși, 39 reformați, 16 romano-catolici ș.a.
Conform recensământului efectuat în 2011, populația comunei Șăulia se ridică la 2.018 locuitori, în scădere față de recensământul anterior din 2002, când se înregistraseră 2.117 locuitori. Majoritatea locuitorilor sunt români (80,03%). Principalele minorități sunt cele de romi (16,3%) și maghiari (1,39%). Pentru 2,18% din populație, apartenența etnică nu este cunoscută.
Din punct de vedere confesional, majoritatea locuitorilor sunt ortodocși (79,83%), dar există și minorități de greco-catolici (5,45%), martori ai lui Iehova (5,25%) și penticostali (3,72%). Pentru 2,92% din populație, nu este cunoscută apartenența confesională.

## Politică și administrație
Comuna Șăulia este administrată de un primar și un consiliu local compus din 11 consilieri. Primarul, Dorel Grigore Vancea[*], de la Partidul Social Democrat, este în funcție din 2012. Începând cu alegerile locale din 2024, consiliul local are următoarea componență pe partide politice:
|  | Partid                          | Consilieri | Componența Consiliului | Componența Consiliului | Componența Consiliului | Componența Consiliului | Componența Consiliului |
|  | ------------------------------- | ---------- | ---------------------- | ---------------------- | ---------------------- | ---------------------- | ---------------------- |
|  | Partidul Social Democrat        | 5          |                        |                        |                        |                        |                        |
|  | Partidul Național Liberal       | 4          |                        |                        |                        |                        |                        |
|  | Alianța pentru Unirea Românilor | 1          |                        |                        |                        |                        |                        |
|  | Partida Romilor „Pro Europa”    | 1          |                        |                        |                        |                        |                        |

## Personalități născute aici
- Alexandru Rusu (1884-1963), episcop greco-catolic de Baia Mare, ales mitropolit al BRU în 1946, arestat de autoritățile comuniste, decedat în închisoarea de la Gherla, ridicat la cinstea altarelor ca Fericit de către Papa Francisc in cadrul Liturghiei solemne celebrate pe Câmpia Libertății de la Blaj, duminică, 2 iunie 2019, unde au fost prezenți peste o sută de miii de credincioși
- Ion Aurel Stoica 1943 - 1994, politician român, ministru și vicepremier (28 martie 1990 - 28 iunie 1990). A fost căsătorit cu Mariana Stoica, ambasador al României în Israel.